# 654-й Східний батальйон
654-й Східний батальйон (нім. Ost Bataillon 654) — військовий підрозділ у війську Третього Рейху періоду Другої світової війни, що складався з росіян, білорусів, козаків.

## Історія
У складі польової жандармерії був сформований у червні 1942 року Російський охоронний підрозділ 510 (нім. Russische Sicherungs Abteilung 510) на базі чотирьох батальйонів. Він підпорядковувався 16-й армії групи «Північ» та складався з шести рот, зокрема допоміжної й козачої, під командуванням капітана Шпюттена. У жовтні 1943 року його перейменували на 654-й Східний батальйон. На межі 1942—1943 рр. з нього виокремили 653-й Східний батальйон (рос. Ost Ersatz Kompanie 653). У жовтні 1943 року Східний 654-й батальйон перевели до Шалон-ан-Шампань у північній Франції. Ним командував капітан Майор і батальйон підпорядковувався 19-й армії. У листопаді батальйон перевели до Шамоні для боротьби з французьким рухом опору. У квітні 1944 року його переформували у 3-й батальйон 895-го полку гренадерів 265-ї піхотної дивізії. У вересні дивізія відступила до Бельфор. Наприкінці жовтня батальйон передали до 77-го полку гренадерів 30-ї гренадерської дивізії СС.